# 滑塩県
滑塩県（かつえん-けん）は中華人民共和国河北省にかつて存在した県。現在の承徳市灤平県南部に相当する。
前漢により設置され、後漢により廃止された。